# Grécia no Festival Eurovisão da Canção Júnior
Grécia foi um dos países fundadores do Festival Eurovisão da Canção Júnior, em 2003. Enviou seis canções até 2008, mas decidiu deixar de participar do evento a partir de 2009, em razão da baixa audiência, além das dificuldades  financeiras ligadas à crise de 2008.

## Participações
Legenda
     Vencedor
     2.º lugar
     3.º lugar
     Pontuação Nula ("Null Points")/Último Lugar
     Melhor classificação (fora do top 3)
     Qualificação para a final (fora do top 3)
     País-anfitrião
     Desclassificado
| #                        | Ano        | Sede        | Artista             | Canção                | Tradução            | Língua | Lugar | Pts. |
| ------------------------ | ---------- | ----------- | ------------------- | --------------------- | ------------------- | ------ | ----- | ---- |
| 1.º                      | 2003 (1.º) | Copenhaga   | Nicolas Ganopoulos  | "Fili gia panta"      | Amigos para sempre  | Grego  | 8/16  | 53   |
| 2.º                      | 2004 (2.º) | Lillehammer | Secret Band         | "O palios mou eaftos" | Meu velho eu        | Grego  | 9/18  | 48   |
| 3.º                      | 2005 (3.º) | Hasselt     | Aleksandros & Kalli | "Tora ine i sire mas" | Agora é a nossa vez | Grego  | 6/16  | 88   |
| 4.º                      | 2006 (4.º) | Bucareste   | Chloe Sofia Boleti  | "Den peirazei"        | Não importa         | Grego  | 13/15 | 35   |
| 5.º                      | 2007 (5.º) | Roterdão    | Made In Greece      | "Kapou mperdeftika"   | Um pouco confuso    | Grego  | 17/17 | 14   |
| 6.º                      | 2008 (6.º) | Limassol    | Nikki Yannouchu     | "Kapoia nychta"       | Alguma noite        | Grego  | 14/15 | 19   |
| Não participa desde 2008 |            |             |                     |                       |                     |        |       |      |

## Votações
A Grécia deu mais pontos para...
| N.º | País         | Pts. |
| --- | ------------ | ---- |
| 1   | Chipre       | 60   |
| 2   | Espanha      | 35   |
| 3   | Bielorrússia | 33   |
| 3   | Roménia      | 33   |
| 4   | Rússia       | 22   |
| 5   | Dinamarca    | 20   |
| 6   | Geórgia      | 18   |
| 7   | Arménia      | 16   |
| 8   | Croácia      | 14   |
| 9   | Malta        | 13   |
| 9   | Ucrânia      | 13   |
| 10  | Reino Unido  | 12   |

A Grécia deu mais pontos para...
| N.º | País                | Pts |
| --- | ------------------- | --- |
| 1   | Chipre              | 57  |
| 2   | Croácia             | 22  |
| 3   | Roménia             | 18  |
| 3   | Reino Unido         | 18  |
| 4   | Bélgica             | 13  |
| 5   | Malta               | 12  |
| 6   | Noruega             | 8   |
| 6   | Dinamarca           | 8   |
| 6   | Países Baixos       | 8   |
| 6   | Suécia              | 8   |
| 7   | Rússia              | 7   |
| 7   | Sérvia              | 7   |
| 8   | Letónia             | 5   |
| 9   | Macedónia do Norte  | 4   |
| 9   | Sérvia e Montenegro | 4   |
| 10  | Espanha             | 3   |
| 10  | França              | 3   |

## 12 puntos
| Ano  | País    |
| ---- | ------- |
| 2003 | Chipre  |
| 2004 | Chipre  |
| 2005 | Espanha |
| 2006 | Chipre  |
| 2007 | Chipre  |
| 2008 | Chipre  |